# Brabham BT53
Brabham BT53 – samochód zespołu Formuły 1 zaprojektowany przez Gordona Murraya i Davida Northa dla zespołu Brabham na sezon 1984. Samochód był napędzany silnikami BMW M12/13 (Megatron) o pojemności 1,5 litra. Kierowcami byli broniący tytułu mistrza świata Nelson Piquet oraz Teo Fabi, Corrado Fabi i Manfred Winkelhock.
Samochód był prawie identyczny jak model BT52. Jego boczna część była jednak większa od poprzednika, co miało poprawić chłodzenie, a turbosprężarki i intercoolery zostały przeniesione, przez co samochód miał spalać mniej paliwa. Miało to związek z wprowadzonym zakazem tankowania, przez co należało zwiększyć zbiorniki paliwa. Silnik BMW w kwalifikacjach miał około 1400 KM mocy, a w wyścigu - 800, co czyni go najmocniejszym silnikiem w historii.
Piquet wygrał dwa razy, a dziewięciokrotnie zdobył pole position. Jednakże silniki BMW były zawodne. Najbardziej psującym się elementem tak w kwalifikacjach, jak i wyścigu, była turbosprężarka. Pomimo prób poprawy pierwsze punkty zespół zdobył dopiero w siódmym wyścigu. W sezonie 1984 dominował McLaren MP4/2 i Piquet nie obronił tytułu. W drugiej części sezonu Brabham poprawił niezawodność samochodu. W klasyfikacji konstruktorów zespół ukończył sezon na czwartej pozycji z 38 punktami.

## Wyniki
| Legenda oznaczeń w tabelach wyników Wyświetl szablon na nowej stronie | Legenda oznaczeń w tabelach wyników Wyświetl szablon na nowej stronie                                                                     |
| Oznaczenie                                                            | Wyjaśnienie |
| --------------------------------------------------------------------- | --- |
| Złoty                                                                 | Zwycięzca lub mistrzostwo |
| Srebrny                                                               | 2. miejsce lub wicemistrzostwo |
| Brązowy                                                               | 3. miejsce lub II wicemistrzostwo |
| Zielony                                                               | Ukończył, punktował (w klasyfikacji generalnej, gdy zdobył co najmniej jeden punkt na przestrzeni sezonu, poza trzema powyższymi opcjami) |
| Niebieski                                                             | Ukończył, nie punktował (w klasyfikacji generalnej, gdy nie zdobył co najmniej jednego punktu na przestrzeni sezonu)                      |
| Czerwony                                                              | Nie zakwalifikował się (NZ) |
| Czerwony                                                              | Nie prekwalifikował się (NPK) |
| Różowy                                                                | Nie ukończył (NU) |
| Różowy                                                                | Niesklasyfikowany (NS) (w klasyfikacji generalnej, gdy nie został sklasyfikowany w żadnym wyścigu sezonu)                                 |
| Czarny                                                                | Zdyskwalifikowany (DK) |
| Czarny                                                                | Wykluczony (WYK/EX) |
| Biały                                                                 | Nie wystartował (NW) |
| Biały                                                                 | Kontuzjowany (K/INJ) |
| Biały                                                                 | Wyścig odwołany (OD/C) |
| Bez koloru                                                            | Został wycofany (WYC/WD) |
| Bez koloru                                                            | Nie przybył (NP/DNA) |
| Bez koloru                                                            | Nie brał udziału w treningach (NT/DNP) |
| Bez koloru                                                            | Nie został zgłoszony (–) |
| Pogrubienie                                                           | Start z pole position |
| Kursywa                                                               | Najszybsze okrążenie wyścigu |
| †                                                                     | Nie ukończył, ale jego rezultat został zaliczony ze względu na przejechanie więcej niż 90% dystansu wyścigu.                              |
| *                                                                     | Sezon w trakcie |
| 1/2/3                                                                 | Punktowana pozycja w sprincie kwalifikacyjnym                                                                                             |
| Lista systemów punktacji Formuły 1                                    | |

| Sezon | Zespół  | Silnik | Opony | Kierowcy           | 1   | 2   | 3   | 4   | 5   | 6   | 7   | 8   | 9   | 10  | 11  | 12  | 13  | 14  | 15  | 16  | Pkt. | Msc. |
| ----- | ------- | ------ | ----- | ------------------ | --- | --- | --- | --- | --- | --- | --- | --- | --- | --- | --- | --- | --- | --- | --- | --- | ---- | ---- |
| 1984  | Brabham | BMW    | M     |                    | BRA | ZAF | BEL | SMR | FRA | MCO | CND | DET | DAL | GBR | DEU | AUT | NLD | ITA | EUR | POR | 38   | 4    |
| 1984  | Brabham | BMW    | M     | Nelson Piquet      | NU  | NU  | 9   | NU  | NU  | NU  | 1   | 1   | NU  | 7   | NU  | 2   | NU  | NU  | 3   | 6   | 38   | 4    |
| 1984  | Brabham | BMW    | M     | Teo Fabi           | NU  | NU  | NU  | NU  | 9   |     |     | 3   |     | NU  | NU  | 4   | 5   | NU  | NU  |     | 38   | 4    |
| 1984  | Brabham | BMW    | M     | Corrado Fabi       |     |     |     |     |     | NU  | NU  |     | 7   |     |     |     |     |     |     |     | 38   | 4    |
| 1984  | Brabham | BMW    | M     | Manfred Winkelhock |     |     |     |     |     |     |     |     |     |     |     |     |     |     |     | 10  | 38   | 4    |